# Pseudicius delesserti
Pseudicius delesserti är en spindelart som beskrevs av Lodovico di Caporiacco 1941. Pseudicius delesserti ingår i släktet Pseudicius och familjen hoppspindlar. Inga underarter finns listade i Catalogue of Life.